# Đoàn Thị Thụy
 Đoàn Thị Thụy (chữ Hán: 段氏瑞; ? – ?), phong hiệu Bát giai Mỹ nhân (八階美人), là một thứ phi của vua Minh Mạng nhà Nguyễn trong lịch sử Việt Nam.

## Tiểu sử
Mỹ nhân Đoàn Thị Thụy nguyên quán ở huyện Phú Vang, phủ Thừa Thiên. Thân sinh của bà là ông Đoàn Đức Nghĩa, làm quan tới chức Cẩm y vệ Hiệu úy. Không rõ năm sinh năm mất cũng như thời gian bà Thụy vào hầu vua Minh Mạng. Khi mất bà được ban thụy là Đoan Ý (端懿).
Mỹ nhân Đoàn thị chỉ sinh được một hoàng nữ, là Mậu Hòa Công chúa Nguyễn Phúc Gia Trinh (25 tháng 9 năm 1823 – 19 tháng 9 năm 1885), hoàng nữ thứ 15 của Minh Mạng. Công chúa kết hôn với Phò mã Đô úy Bình Khánh nam Trần Văn Đức.